# 星云世界
《星云世界》是愛德文·哈勃创作的一本天文学普及著作，由其在耶鲁大学西利曼纪念讲座上的讲稿改写而来，1936年出版。